# Societat Anònima Laboral de Transports Urbans de València
La Societat Anònima Laboral de Transports Urbans de València, més coneguda per les seues sigles SALTUV, va ser l'empresa de transports públics urbans de la ciutat de València entre 1964 i 1986, quan va ser absorbida per l'Empresa Municipal de Transports de València (EMT). L'empresa prestava el servei amb autobusos, troleibusos i tramvies.

## Història
L'empresa va ser fundada l'any 1964 com a iniciativa de l'aleshores alcalde, Adolfo Rincón de Arellano García. Fins aquell any, els transports públics eren operats per la Companyia de Tramvies i Ferrocarrils de València (CTFV) que prestava el servei des de quasi principis de segle, però després de la Gran riuada de València l'empresa acumulà una gran quantitat de deutes que no va poder pagar i finalment retornà de abans del termini les seues concessions de ferrocarrils al govern espanyol (FEVE) i les d'autobusos, tramvies i troleibusos a l'Ajuntament de València.

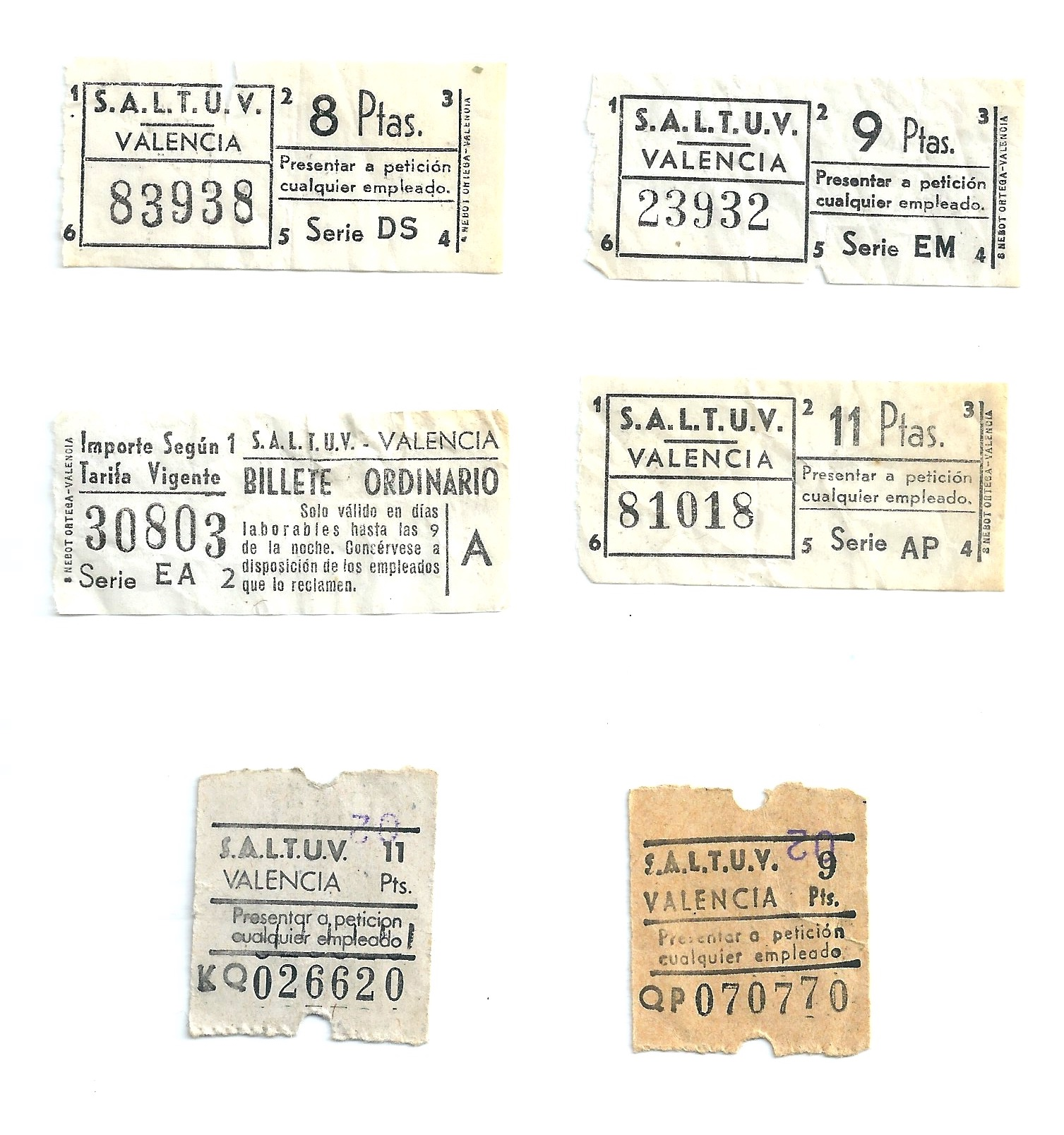
Bitllets de Saltuv

El Govern Municipal acordà crear llavors la SALTUV, formada per una estructura on els treballadors eren els propietàris de l'empresa mitjançant la propietat d'una part de les accions i l'altra part de les accions eren propietat d'una fundació anomenada FULTUV; el consell directiu de SALTUV era alhora l'administrador de la fundació FULTUV. L'Any 1970 van deixar deixar de circular els tramvies de València (tot i que a l'any 1994 tornaren a la ciutat, esta vegada, de la mà de FGV) i el mateix passà amb els troleibusos l'any 1976.
Després que la SALTUV entrarà en suspensió de pagaments, l'any 1986, l'Ajuntament de València comprà la totalitat de les accions i una vegada en mans municipals, l'empresa passà a dir-se Empresa Municipal de Transports (EMT).